# Henry Munday
Henry „Harry” Munday (12 maja 1847 w Windsorze, zm. 22 września 1926 w Londynie) – brytyjski strzelec, olimpijczyk. 
Brał udział w Letnich Igrzyskach Olimpijskich 1908. Startował w jednej konkurencji, w której zajął 39. miejsce. 

## Wyniki olimpijskie
| Igrzyska | Konkurencja                 | Wynik      | Miejsce              | Źródło |
| -------- | --------------------------- | ---------- | -------------------- | ------ |
| IO 1908  | Pistolet dowolny, 50 jardów | 358 punków | 39 (na 43 strzelców) | [ 1 ]  |